# Kekaha
Kekaha – jednostka osadnicza w Stanach Zjednoczonych, w hrabstwie Kauaʻi.